# Cancerhund
Cancerhundar är sökhundar som tränats att med luktsinnet identifiera förekomst av cancer hos människor. Metoden har använts för att hitta lungcancer, bröstcancer, prostatacancer, äggstockscancer, samt urinblåsecancer, tjocktarmscancer (colorectal cancer) och melanom.
När det gäller lungcancer och bröstcancer får hundarna lukta på utandningsprover (filter som patienterna / försökspersonerna andats genom). I fråga om prostatacancer och äggstockscancer får hundarna lukta på urinprover respektive vävnadsprover.
Man har upptäckt att om en hund lärt sig hitta en sorts cancer så innebär det inte att hunden också hittar andra cancersjukdomar. Att olika cancerformer avger olika lukt är nya rön. Doftämnena som genereras vid olika cancersjukdomar beskrivs som mycket låga koncentrationer av alkaner och aromatiska föreningar.
Den första studien publicerades redan 1989 i den medicinska tidskriften Lancet. När nya studier publicerades 2004 och 2006 blev intresset större. I Sverige har sedan dess försöksverksamhet bedrivits vid Karolinska Universitetssjukhuset (Onkologiska kliniken på Södersjukhuset) i Stockholm, Gävle sjukhus och Sahlgrenska Universitetssjukhuset i Göteborg.